# Edward Vebell
Edward Thomas Vebell (Chicago, 25 maggio 1921 – 9 febbraio 2018) è stato uno schermidore statunitense.

## Biografia
Ha partecipato ai Giochi della XV Olimpiade di Helsinki nel 1952.

## Palmarès
In carriera ha conseguito i seguenti risultati:
- Giochi Panamericani:

Buenos Aires 1951: oro nel fioretto a squadre, argento nella spada a squadre e bronzo nella spada individuale.